# Copris lannathai
Copris lannathai là một loài bọ cánh cứng trong họ Bọ hung (Scarabaeidae).